# Sárospataki Lapok
A Sárospataki Lapok egy 19. századi magyar egyháztársadalmi hetilap  volt. 
A Sárospataki Irodalmi Kör indította meg Bokor József kezdeményezésére 1881 elején. Mivel a laptól követelt felfogással több tekintetben szembe került a kollégiumi iskolapolitikája. 1905 májusában megszűnt.

## Felelős szerkesztői
- Bokor József (1881-1882)
- Mitrovics Gyula (1882–1886),
- Radácsi György (1887–1896),
- Tüdős István (1897–1904),
- Rohoska József (1905).

## Lásd még
- Magyar hírlapok a 19. században